# Charles Breijer
Charles Breijer (Den Haag, 26 november 1914 – Hilversum, 18 augustus 2011) was een Nederlands cineast, fotograaf en verzetsstrijder tijdens de Tweede Wereldoorlog.

## Nieuwe Fotografie
Breijer gebruikte fotografie en later vooral film als journalistiek middel. Het ging hem niet om technisch perfecte of artistiek verantwoorde beelden, maar om informatieoverdracht. Toch is zijn fotowerk duidelijk beïnvloed door de "Nieuwe Fotografie" en liet hij later als filmer merken beïnvloed te zijn door mensen als Joris Ivens en Russische realistische filmers.
In Amsterdam begon Breijer in 1937 zijn carrière als fotograaf bij uitgeverij De Arbeiderspers. Hij maakte fotoreportages voor diverse bladen als het weekblad "Wij" en het blad "Ons werk, ons leven". Op zijn werk raakte Breijer bevriend met Cas Oorthuys, die zijn techniek beïnvloedde en veel vakkennis aan hem overdroeg.

## Duitse bezetting
Tijdens de Duitse bezetting werden fotografen verplicht lid te worden van het Verbond van Nederlandsche Journalisten. Ook Breijer liet zich registreren om zo als fotograaf door te kunnen werken. Het was tevens een prima dekmantel voor zijn ondergrondse activiteiten. Doordat hij zo in het bezit van een perskaart bleef, was hij vaak in staat om alle mogelijk aspecten van het dagelijks leven in de eerste jaren van de Duitse bezetting vast te leggen, ook dingen die de Duitsers liever niet gefotografeerd zagen. Uniek zijn de foto's waarop de afsluiting van de Joodse wijk in Amsterdam is vastgelegd.
Hij sloot zich in de loop van 1944, door een kennismaking met Fritz Kahlenberg, aan bij "De Ondergedoken Camera", een groep Amsterdamse fotografen die illegaal de bezettingstijd vastlegden. Medeleden van deze groep fotografen waren onder meer Cas Oorthuys, de eerdergenoemde Fritz Kahlenberg en Boris Kowadlo. Breijer maakte 260 opnamen, deels vanuit een fietstas genomen waar hij zijn camera in had verstopt. Zijn werk uit de laatste twee oorlogsjaren is vooral bijzonder omdat deze illegale foto's veel aspecten van het gewapende verzet tonen. Breijer kreeg het verzetsherdenkingskruis.

## Indonesië
In 1947 vertrok Breijer als cameraman naar Indonesië. Hij wilde bijdragen aan de opbouw van een onafhankelijke Indonesische staat en kwam in dienst van het Gouvernements Filmbedrijf van de Nederlandse cineast J.C. Mol (1891 - 1954) die Nederlands-Indische propagandafilms produceerde volgens de richtlijnen van de toenmalige Regeeringsvoorlichtingsdienst. Hierdoor filmde Breijer veel sociale onderwerpen als medische zorg, voedseldistributie en herstelwerkzaamheden.
Daarnaast stelde zijn werk hem echter in staat om zonder regeringsbeperkingen en censuur als fotograaf het dagelijks leven van zowel Nederlandsers als Indonesiërs vast te leggen. Hij deed dit op Bali, Sulawesi, Borneo, Sumatra en Java. De historische waarde van deze opnamen is groot, omdat ze niet het beleid van de kolonisator Nederland weergeven, maar heel scherp een beeld schetsen van de spanningen in de laatste jaren van de Nederlandse bezetting. Ook maakte hij werk in opdracht, onder meer voor bladen als Libelle en Panorama, en na de Indonesische onafhankelijkheid fotografeerde hij veel natuur en landschappen, Balinese dansen, dorpstaferelen en volkeren. De foto's verkocht hij aan bladen en uitgevers. Als cineast ging Breijer tot zijn terugkeer naar Nederland werken voor de nieuwe Indonesische regering. In 1950 trad hij in dienst van het Ministerie van Voorlichting van de Republiek Indonesië om jonge Indonesiërs het filmvak te leren. Na zijn terugkeer naar Nederland in 1954 heeft Breijer zich voornamelijk op film toegelegd en nauwelijks meer gefotografeerd.

## Enkele foto's

### Nederland, 1945

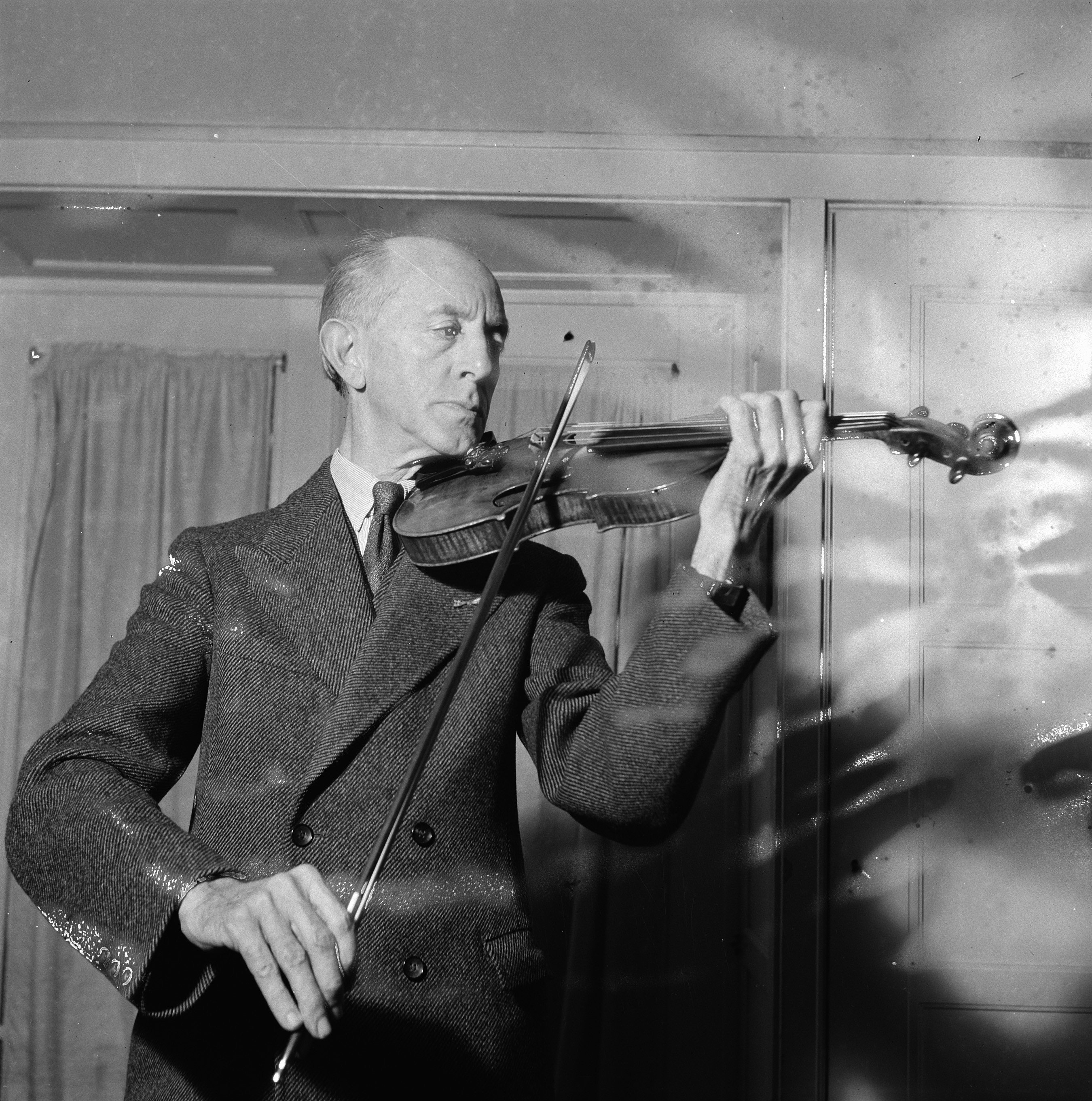
Ferdinand Helmann (1945)
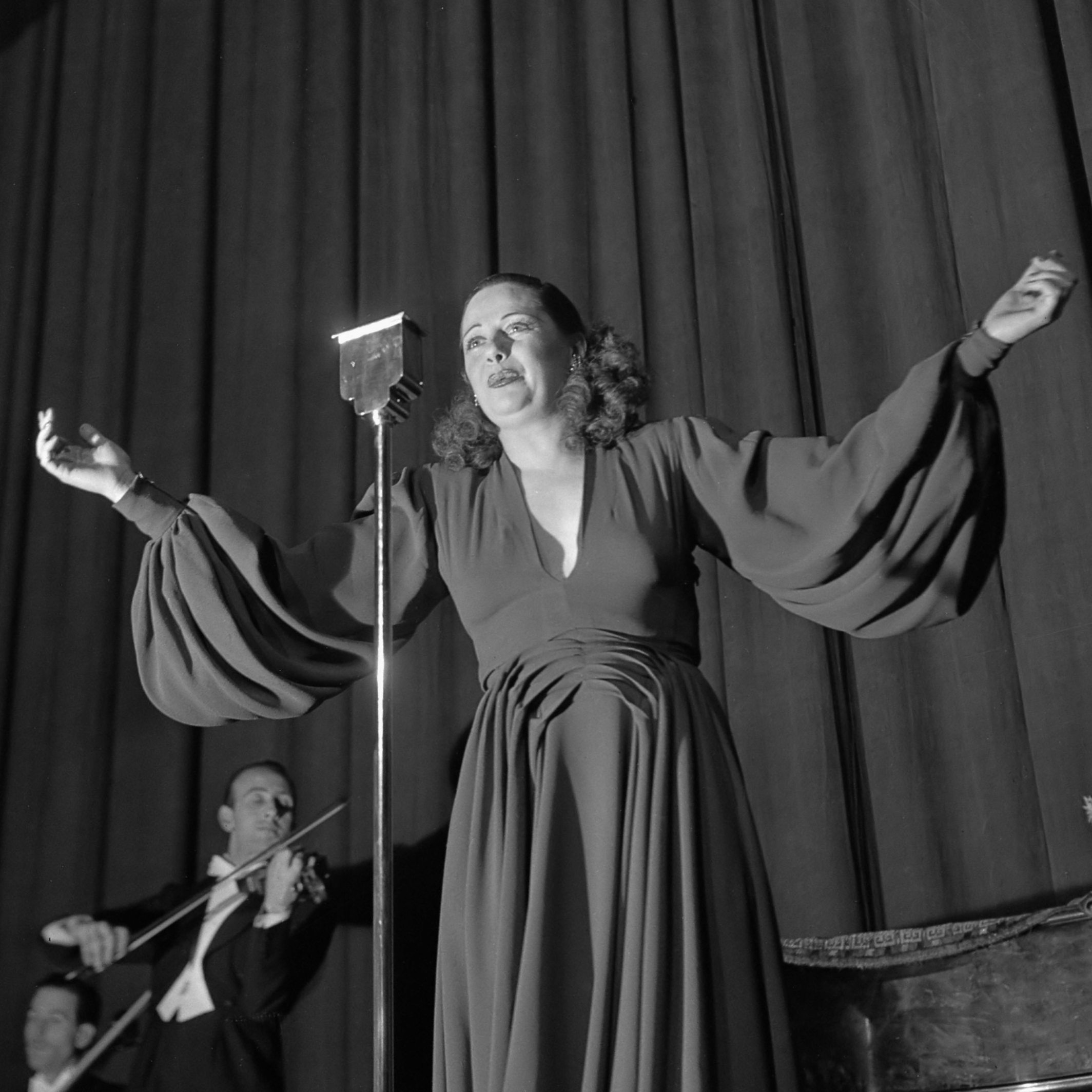
Lucienne Boyer (1945)
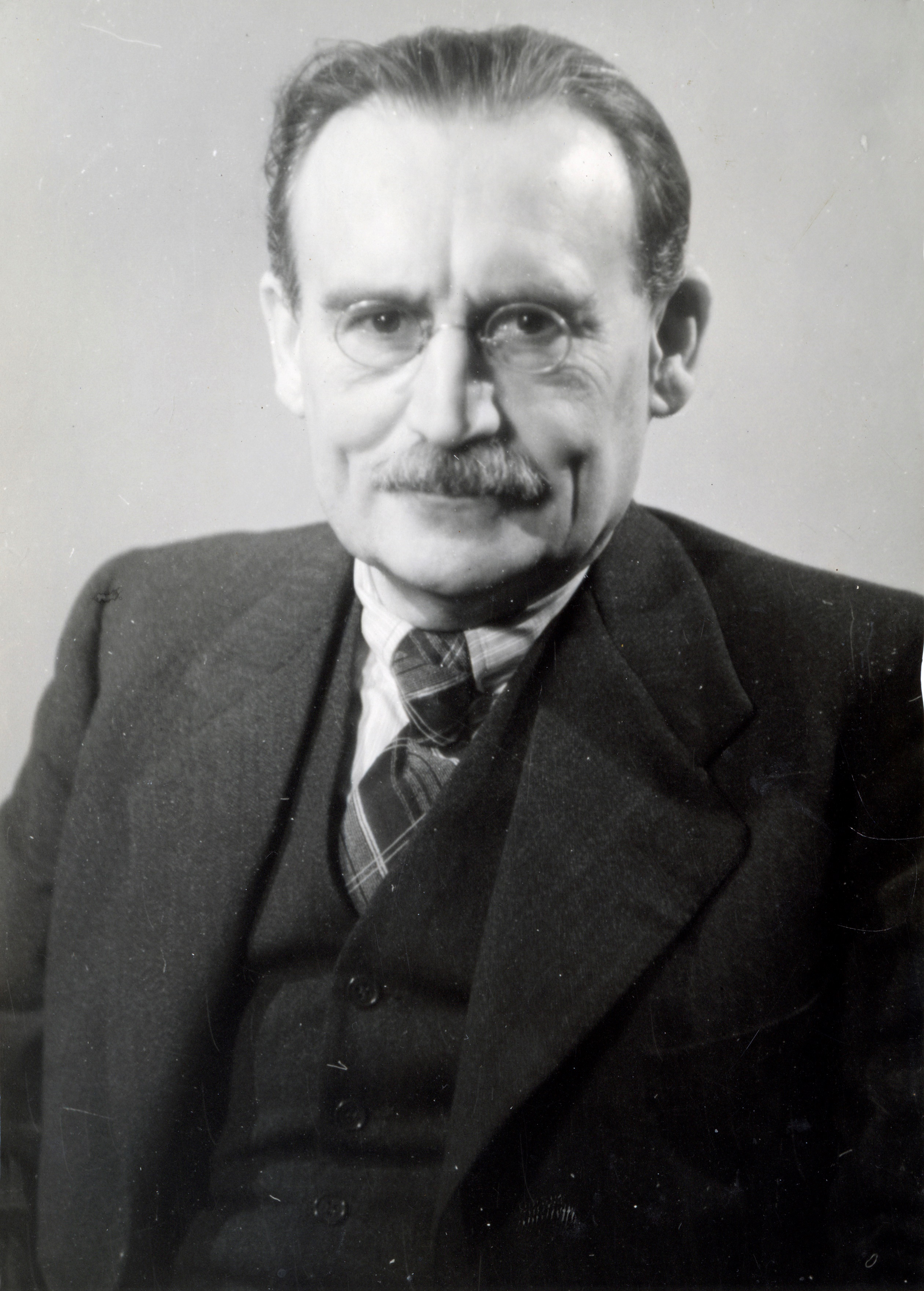
Willem Drees
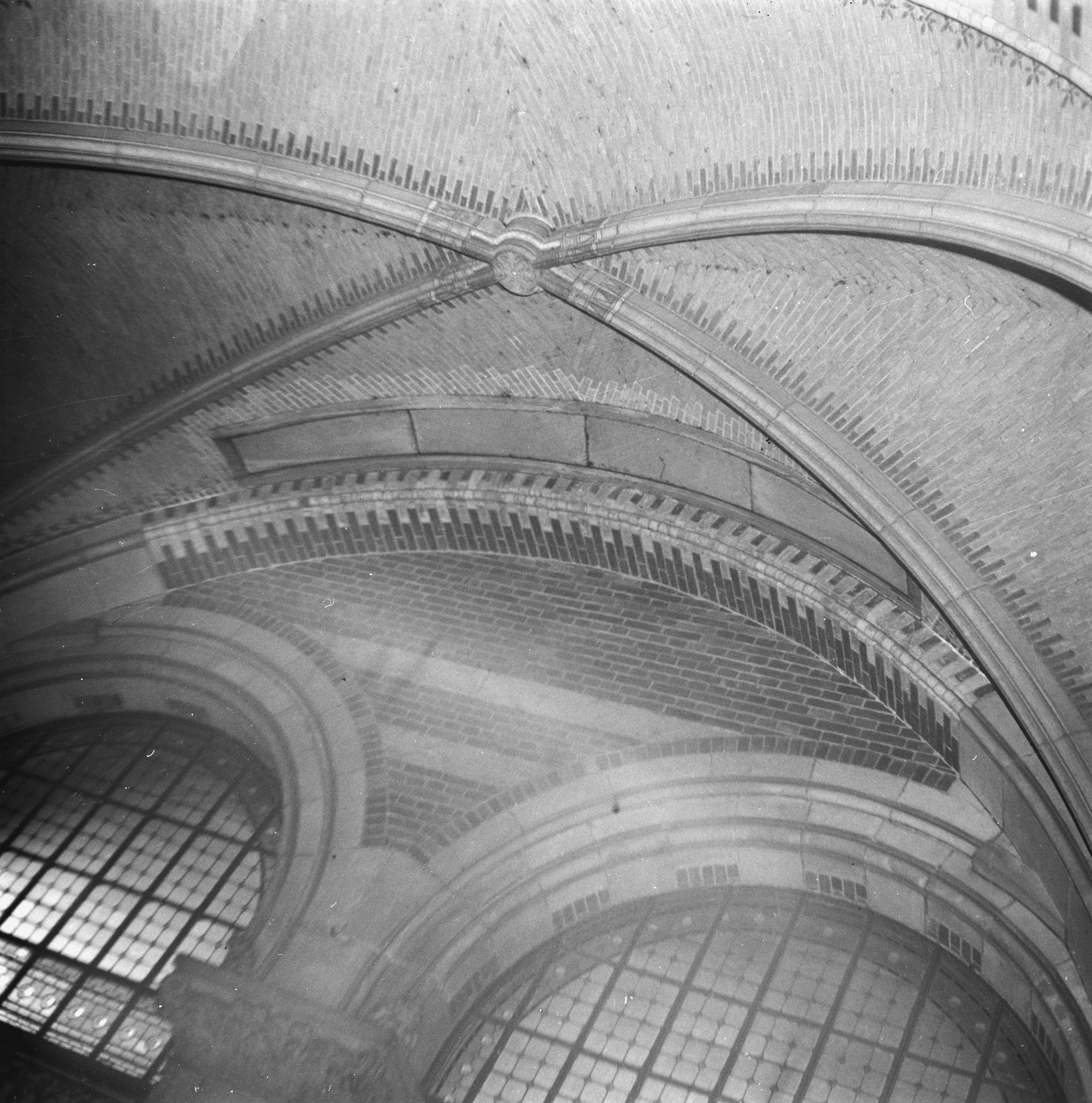
Sleuf waardoor De Nachtwacht in 1940 in veiligheid gebracht werd (1945)

### Indonesië, circa 1950

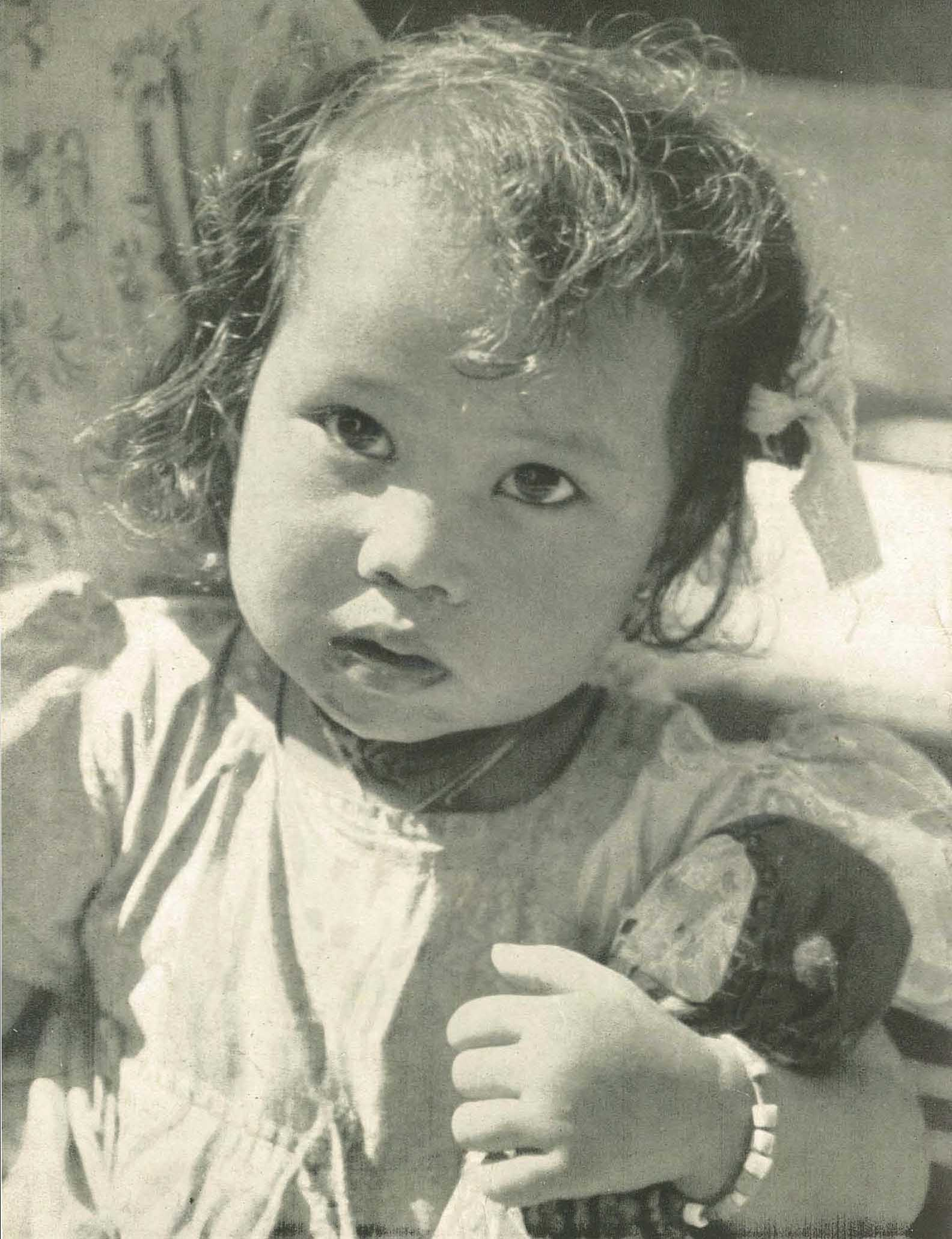
Meisje uit Priangan
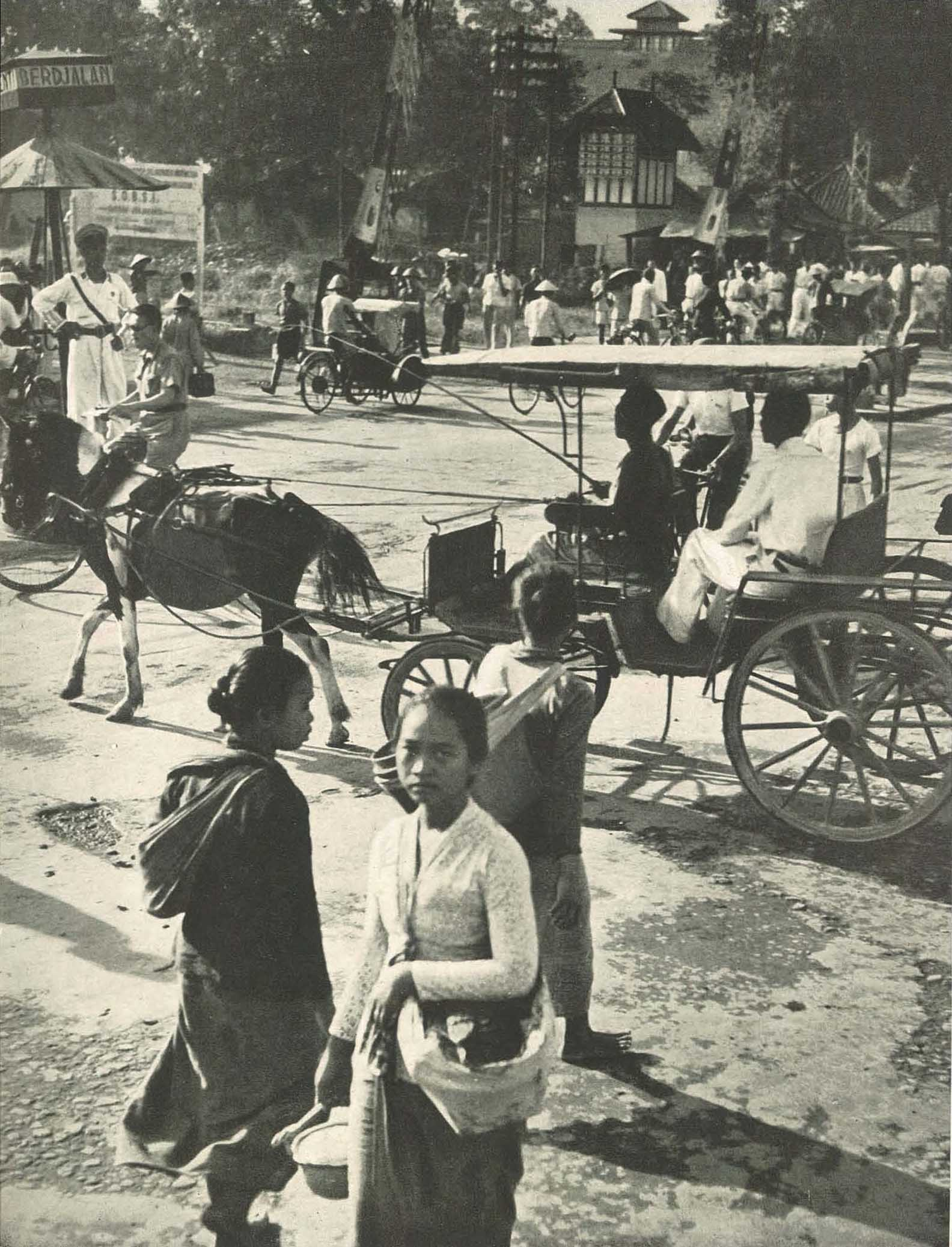
Straatbeeld Jogjakarta
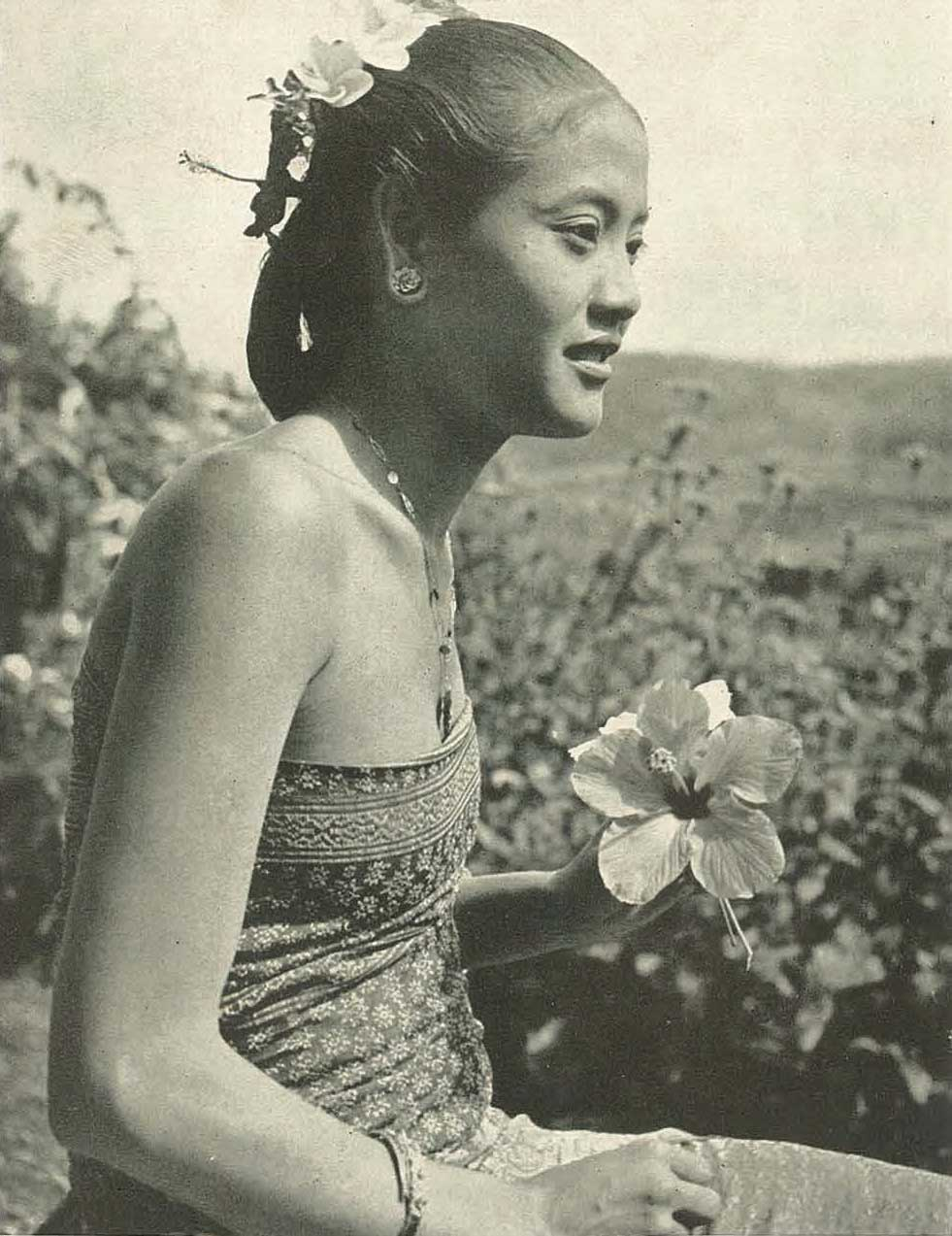
Vrouw uit Bali
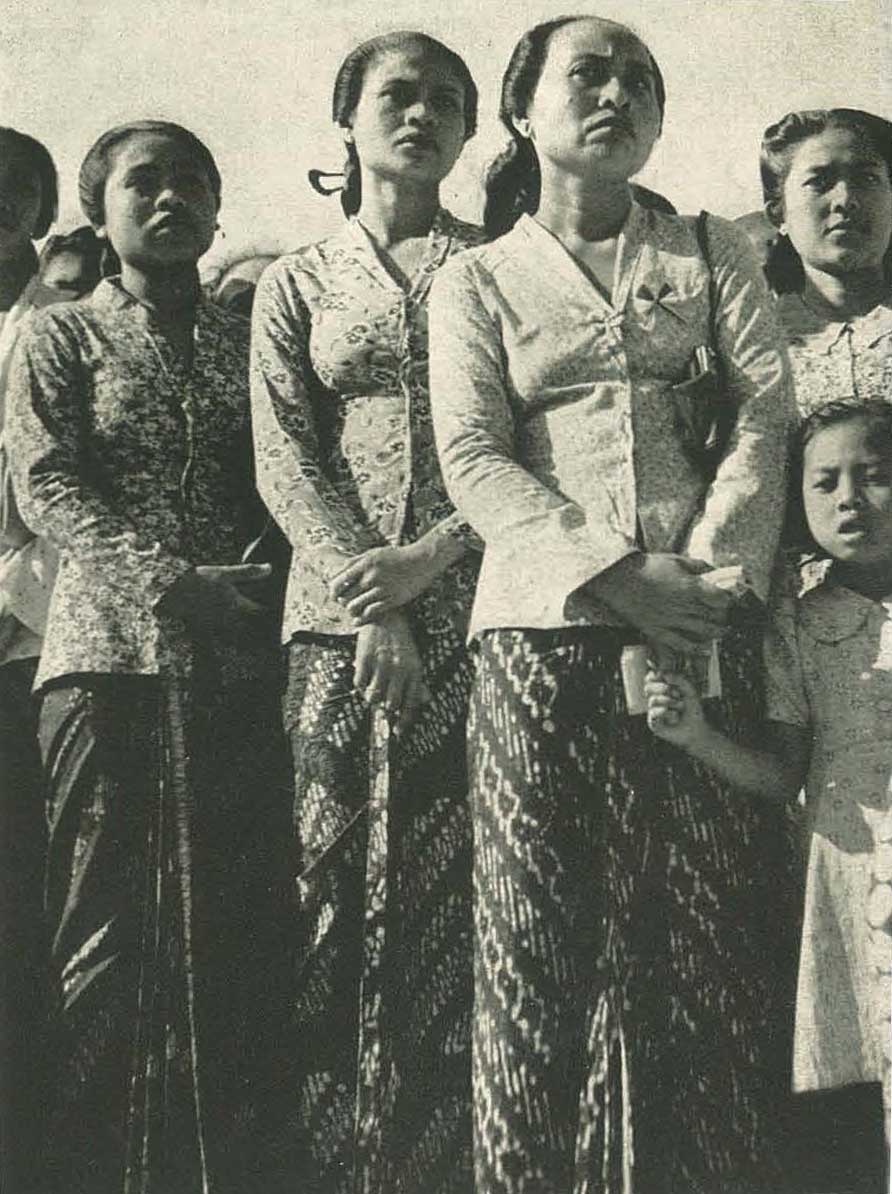
Indonesische vrouwen

## Boeken en films
- Onze Jongens Overzee, fotoboek over Nederlandse soldaten in Indië met daarin de fotoreportage "Een dag uit het leven van soldaat Jan de Wit" van Charles Breijer.
- Wordende Wereld (1948) - serie documentaires over Indonesië
- Diverse foto's in: Datoe Toemenggoeng: Wanita di Indonesia / Women in Indonesia. Djakarta, Penerbit Chailan Sjamsoe, 1953
- Het werk van Charles Breijer – door René Kok, in: Oorlogsdocumentatie '40-'45, derde jaarboek van het Rijksinstituut voor Oorlogsdocumentatie, Walburg Pers, Zutphen, 1992
- Indonesië in wording, videocassette (50 minuten), 1995